# Takakura Tennō
Takakura Tennō (高倉天皇?) (23 de septiembre de 1161-30 de enero de 1181) fue el 80.º emperador de Japón, según el orden tradicional de sucesión. Reinó entre 1168 y 1180. Antes de ser ascendido al Trono de Crisantemo, su nombre personal (imina) era Príncipe Imperial Norihito (憲仁親王 Norihito-shinnō?). También era conocido como Príncipe Imperial Nobuhito.

## Genealogía
Era el cuarto hijo de Go-Shirakawa Tennō y tío de su predecesor, Rokujō Tennō. Su madre fue la Emperatriz Viuda Taira no Shigeko, hermana mejor de Taira no Tokiko, esposa de Taira no Kiyomori. Su emperatriz consorte era Taira no Kokuko (futura Emperatriz Viuda Kenrei), hija de Taira no Kiyomori y a su vez, prima segunda del Emperador Takakura (la madre del emperador y la madre de Tokuko fueron hermanas).
- Consorte: Emperatriz Viuda Kenrei, Taira no Tokuko (平徳子)

- Príncipe Imperial Tokihito (言仁親王, futuro Emperador Antoku)

- Shichijo-in Bōmon [o Fujiwara] Shokushi (七条院, 坊門殖子)

- Segundo hijo: Príncipe Imperial Morisada (守貞親王) - futuro Go-Takakura In (後高倉院)

- Tercer hijo del Príncipe Morisada: Príncipe Imperial Yutahito (茂仁親王, futuro Emperador Go-Horikawa)

- Cuarto hijo: Príncipe Imperial Takahira (尊成親王, futuro Emperador Go-Toba)

- Dama de Honor Soso (Taira no Shigeko)

- Tercer hijo: Príncipe Imperial Koreaki (惟明親王) (1172-1121), Futuro Príncipe Imperial y Monje Shōen (聖円入道親王)

## Biografía
En 1168, asumió el trono a los siete años, tras la deposición de Rokujō Tennō a manos de su abuelo. A pesar de ello, Takakura Tennō no ejercía poder alguno y estaba repartido entre su padre el Emperador Enclaustrado Go-Shirakawa y su padrastro Taira no Kiyomori, que ejercía de regente de facto.
Posteriormente en 1172, la hija de Kiyomori, Tokuko se convierte en consorte del Emperador Takakura.
En 1177 ocurre un gran incendio en la capital y el Palacio Imperial es reducido a cenizas.
En 1178 Tokuko da luz a un hijo, el Príncipe Imperial Tokihito; provocando la alegría de Kiyomori y de los cortesanos. Al mes siguiente, el infante es declarado heredero del Emperador Takakura. No obstante, debido a presiones de los Taira, el Emperador Takakura abdica en 1180, a la edad de dieciocho años, a favor del infante de un año, quien sería el Emperador Antoku. En 1181, el antiguo Emperador Takakura fallece en la localidad de Fukuhara, nueva capital del Imperio.

## Kugyō
Kugyō (公卿) es el término colectivo para los personajes más poderosos y directamente ligados al servicio del emperador del Japón anterior a la restauración Meiji. Eran cortesanos hereditarios cuya experiencia y prestigio les había llevado a lo más alto del escalafón cortesano.
- Sesshō: Matsu Motofusa (1144-1230)[9]
- Kanpaku: Konoe Motomichi (1160-1233)[9]
- Daijō Daijin: Fujiwara Tadamasa[9]
- Daijō Daijin: Fujiwara Moronaga (1137-1192)[9]
- Sadaijin: Ōimikado Tsunemune (1119-1189)[10]
- Udaijin: Kujō Kanezane (1149-1207)[10]
- Nadaijin: Konoe Motomichi[9]
- Nadaijin: Minamoto Masamichi (¿?-1175)[9]
- Nadaijin: Taira Shigemori (1138-1179)[11]
- Dainagon:

## Eras
- Nin'an (1166-1169)
- Kaō (1169-1171)
- Jōan (1171-1175)
- Angen (1175-1177)
- Jishō (1177-1181)